# Crisis venezolana de 1895
La crisis venezolana de 1895 surgió a raíz de la prolongada disputa de Venezuela con el Reino Unido por el territorio del Esequibo, que Reino Unido consideraba parte de la Guayana británica y Venezuela reconocía como su propia Guayana Esequiba. El problema se agudizó con el desarrollo de la minería de oro en la región.
A medida que la disputa se convirtió en una crisis, el punto clave fue la negativa británica a incluir en el arbitraje internacional propuesto el territorio al este de la Línea Schomburgk, que un agrimensor había trazado medio siglo antes como límite entre Venezuela y el antiguo territorio neerlandés cedido por los neerlandeses en el Tratado anglo-neerlandés de 1814 , que posteriormente formaría parte de la Guayana británica. La crisis finalmente llevó a Reino Unido a aceptar la intervención de Estados Unidos en la disputa para forzar el arbitraje de todo el territorio en disputa y a aceptar tácitamente el derecho estadounidense a intervenir bajo la Doctrina Monroe. Un tribunal se reunió en París en 1898 para decidir el asunto, y en 1899 adjudicó la mayor parte del territorio en disputa a la Guayana británica.
La disputa se había convertido en una crisis diplomática en 1895 cuando un cabildero de Venezuela, William Lindsay Scruggs, intentó argumentar que la conducta británica sobre el tema violaba la Doctrina Monroe de 1823 y utilizó su influencia en Washington D. C., para investigar el asunto. El presidente estadounidense Grover Cleveland adoptó una interpretación amplia de la Doctrina que prohibía nuevas colonias europeas, pero también declaró un interés estadounidense en cualquier asunto del hemisferio. El primer ministro británico Robert Gascoyne-Cecil y el embajador británico en Washington, Julian Pauncefote, juzgaron mal la importancia que el gobierno estadounidense le dio a la disputa, prolongando la crisis antes de aceptar finalmente la demanda estadounidense de arbitraje de todo el territorio.
Al apoyar a una nación latinoamericana contra las potencias coloniales europeas, Grover Cleveland mejoró las relaciones con los vecinos del sur de Estados Unidos, pero la cordialidad con la que se llevaron a cabo las negociaciones también favoreció las buenas relaciones con Reino Unido. Sin embargo, al ceder ante una enérgica declaración estadounidense de una interpretación firme de la Doctrina Monroe, Reino Unido la aceptó tácitamente, y la crisis sentó las bases para la expansión del intervencionismo estadounidense en América. El destacado historiador británico Robert Arthur Humphreys calificó posteriormente la crisis como «uno de los episodios más trascendentales en la historia de las relaciones angloamericanas en general y de las rivalidades angloamericanas en América Latina en particular».

## Fondo
Para 1895, la disputa entre el Reino Unido y Venezuela sobre el territorio de la Guayana Esequiba, que Reino Unido reclamaba como parte de la Guayana británica y Venezuela consideraba territorio venezolano, había durado medio siglo. Las reivindicaciones territoriales, originalmente las del Imperio español, heredado por Venezuela tras su independencia en 1811, y del Imperio neerlandés, heredado por el Reino Unido con la adquisición de los territorios neerlandeses de Esequibo, Demerara y Berbice en 1814, habían permanecido sin resolver durante siglos anteriores. A lo largo del siglo XIX, Reino Unido y Venezuela no habían sido capaces de llegar a un acuerdo hasta que las cosas llegaron a un punto crítico en 1895, tras 7 años de ruptura de relaciones diplomáticas.

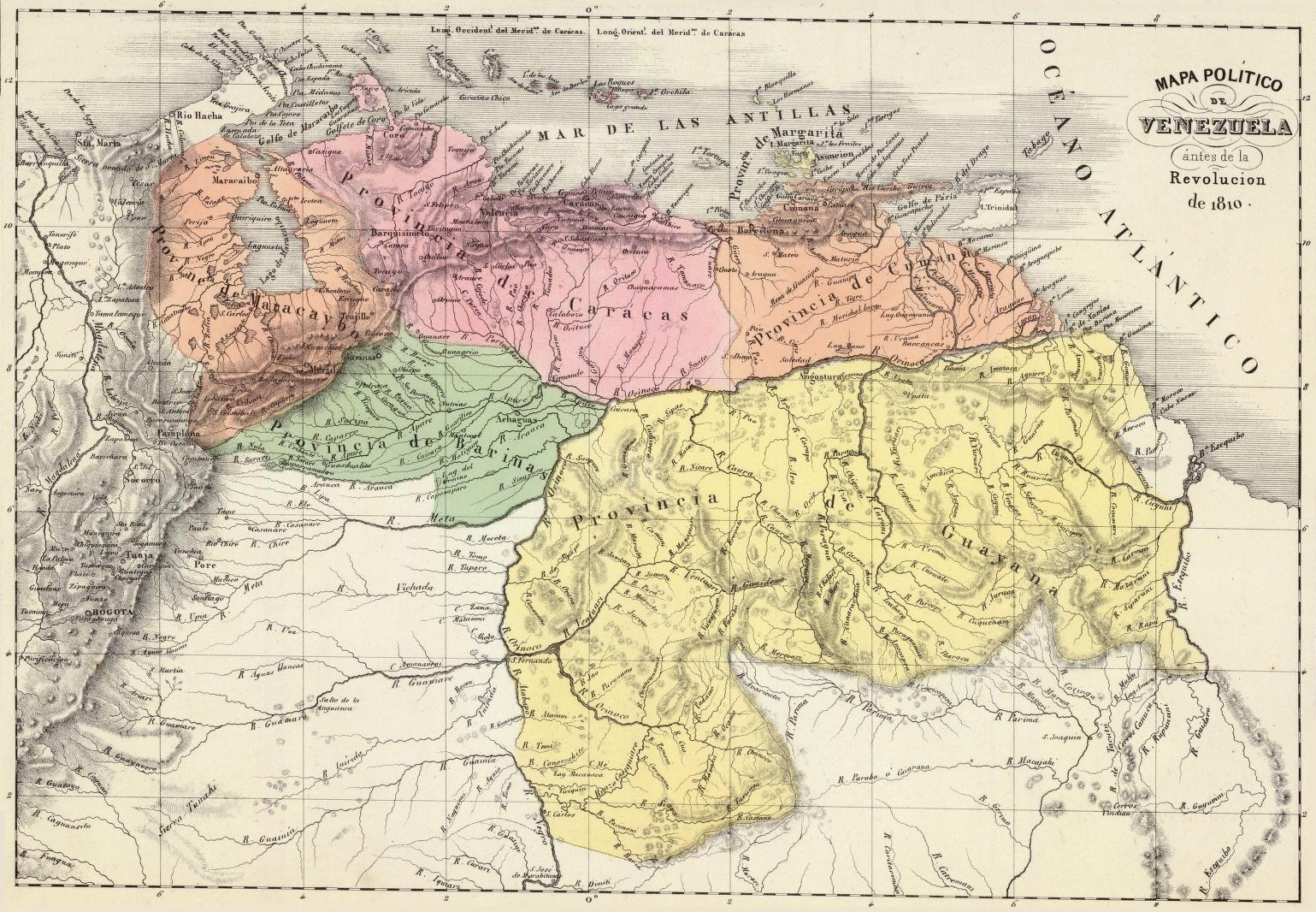
Mapa de Venezuela de 1810 que muestra la frontera con el río Esequibo.

La base de las conversaciones entre Venezuela y el Reino Unido residía en la defensa británica de una división particular del territorio derivada de un estudio topográfico encargado por el país a mediados del siglo XIX. Dicho estudio se originó con la expedición de 4 años del naturalista alemán Robert Hermann Schomburgk para la Royal Geographical Society, entre 1835 y 1839, que dio como resultado un croquis del territorio con una línea que marcaba lo que él creía que era el límite occidental reclamado por los holandeses. Por lo tanto, el gobierno británico le encargó realizar un estudio topográfico de los límites de Guayana. El resultado fue la Línea Schomburgk, que estableció en parte para seguir las divisiones naturales y en parte para distinguir el territorio bajo ocupación española o venezolana del que había sido ocupado por los holandeses. La línea se extendía mucho más allá del área de ocupación británica y otorgaba a la Guayana británica el control de la desembocadura del Río Orinoco. 
En 1844, Venezuela declaró el río Esequibo como línea divisoria; una oferta británica del mismo año para realizar importantes modificaciones a la línea y ceder la desembocadura del Orinoco y gran parte del territorio asociado fue ignorada. No se llegó a ningún tratado entre Reino Unido y Venezuela hasta 1850, cuando se acordó no invadir el territorio en disputa.
El 5 de mayo de 1859, Venezuela y Brasil firmaron un tratado para delimitar sus fronteras. Se acordó que las cuencas de los ríos Orinoco y Esequibo serían reconocidas como pertenecientes a Venezuela, mientras que la cuenca del río Amazonas sería reconocida como perteneciente a Brasil. La disputa no se mencionó durante muchos años hasta que se descubrió oro en la región, lo que alteró las relaciones entre el Reino Unido y Venezuela. En 1876, se habían establecido minas de oro habitadas principalmente por personas de habla inglesa en la cuenca del Río Cuyuni, que era territorio venezolano más allá de la línea Schomburgk, pero dentro del área que Robert Hermann Schomburgk pensó que Reino Unido podía reclamar. Ese año, Venezuela reiteró su reclamo hasta el río Esequibo, a lo que los británicos respondieron con una contrademanda que incluía toda la cuenca de Cuyuni, aunque se trataba de un reclamo en papel que los británicos nunca tuvieron la intención de perseguir.
En 1886, el boceto inicial de Schomburgk, publicado en 1840, fue la única versión de la «Línea Schomburgk» publicada en mapas británicos. Esto provocó acusaciones por parte del presidente estadounidense Grover Cleveland de que la línea se había extendido «de forma misteriosa». En octubre de 1886, Reino Unido declaró la línea como frontera provisional de la Guayana británica, y en febrero de 1887 Venezuela rompió relaciones diplomáticas. Las propuestas para reanudar las relaciones y resolver la disputa fracasaron repetidamente. Para el verano de 1894, las relaciones diplomáticas llevaban siete años rotas, y la disputa se había prolongado durante medio siglo. Además, ambas partes habían establecido comisarías o puestos militares en puntos clave de la zona, en parte para defender sus reivindicaciones sobre el yacimiento aurífero de Caratal, en la cuenca del Río Yuruari de la región , que se encontraba en territorio venezolano, pero era reclamado por los británicos. La mina de El Callao , iniciada en 1871, fue en su momento una de las más ricas del mundo, y los yacimientos de oro en su conjunto exportaron más de un millón de onzas entre 1860 y 1883.  La minería de oro estaba dominada por inmigrantes de las Islas Británicas y las Indias Occidentales Británicas, dando la apariencia de casi crear una colonia británica en territorio venezolano. 
Venezuela había apelado repetidamente a los Estados Unidos y a la Doctrina Monroe durante la disputa, pero el gobierno estadounidense se había negado a involucrarse. Eso cambió después de que Venezuela obtuviera los servicios de William Lindsay Scruggs. Scruggs, exembajador de los Estados Unidos en Colombia y Venezuela, fue reclutado en 1893 por el gobierno venezolano para operar en su nombre en Washington D. C. como cabildero y agregado legal. Scruggs aparentemente había renunciado a su embajador en Venezuela en diciembre de 1892, pero había sido despedido por los Estados Unidos por sobornar al presidente de Venezuela. Como cabildero, Scruggs publicó un panfleto en octubre de 1894, British Aggressions in Venezuela:, or the Monroe Doctrine on Trial en el que atacó la "agresión británica" y afirmó que Venezuela estaba ansiosa por arbitrar sobre la disputa fronteriza entre Venezuela y la Guayana británica. Scruggs también afirmó que las políticas británicas en el territorio en disputa violaban la Doctrina Monroe de 1823. Durante gran parte del siglo XIX, Estados Unidos la había invocado en raras ocasiones, pero un "cambio de paradigma en las relaciones exteriores estadounidenses a finales del siglo XIX"  llevó a los estadounidenses a apoyar más activamente sus intereses económicos, cada vez más importantes, en Centroamérica y Sudamérica. La "nueva diplomacia" impulsó a Estados Unidos a involucrarse con mayor énfasis en la lucha imperial. Fue en ese contexto que Scruggs buscó inspirarse en la Doctrina en beneficio de Venezuela.

## Crisis

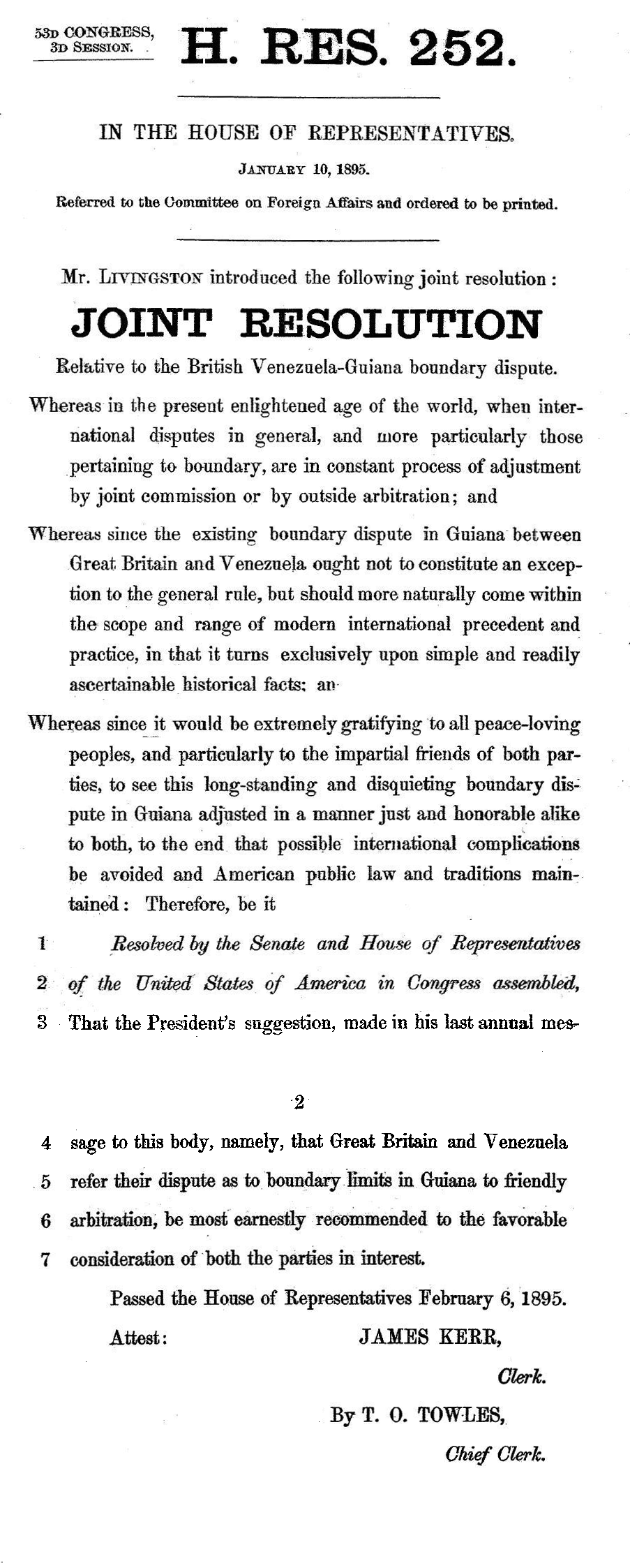
Resolución 252 de la Cámara de Representantes del Congreso de los Estados Unidos

William Lindsay Scruggs colaboró con su compatriota georgiano, el representante Leonidas Livingston, para proponer la Resolución 252 de la Cámara de Representantes ante la tercera sesión del 53.º Congreso de los Estados Unidos. El proyecto de ley recomendaba que Venezuela y el Reino Unido resolvieran la disputa mediante arbitraje. El presidente Grover Cleveland lo firmó el 22 de febrero de 1895, tras ser aprobado por ambas cámaras del Congreso de los Estados Unidos. La votación fue unánime.

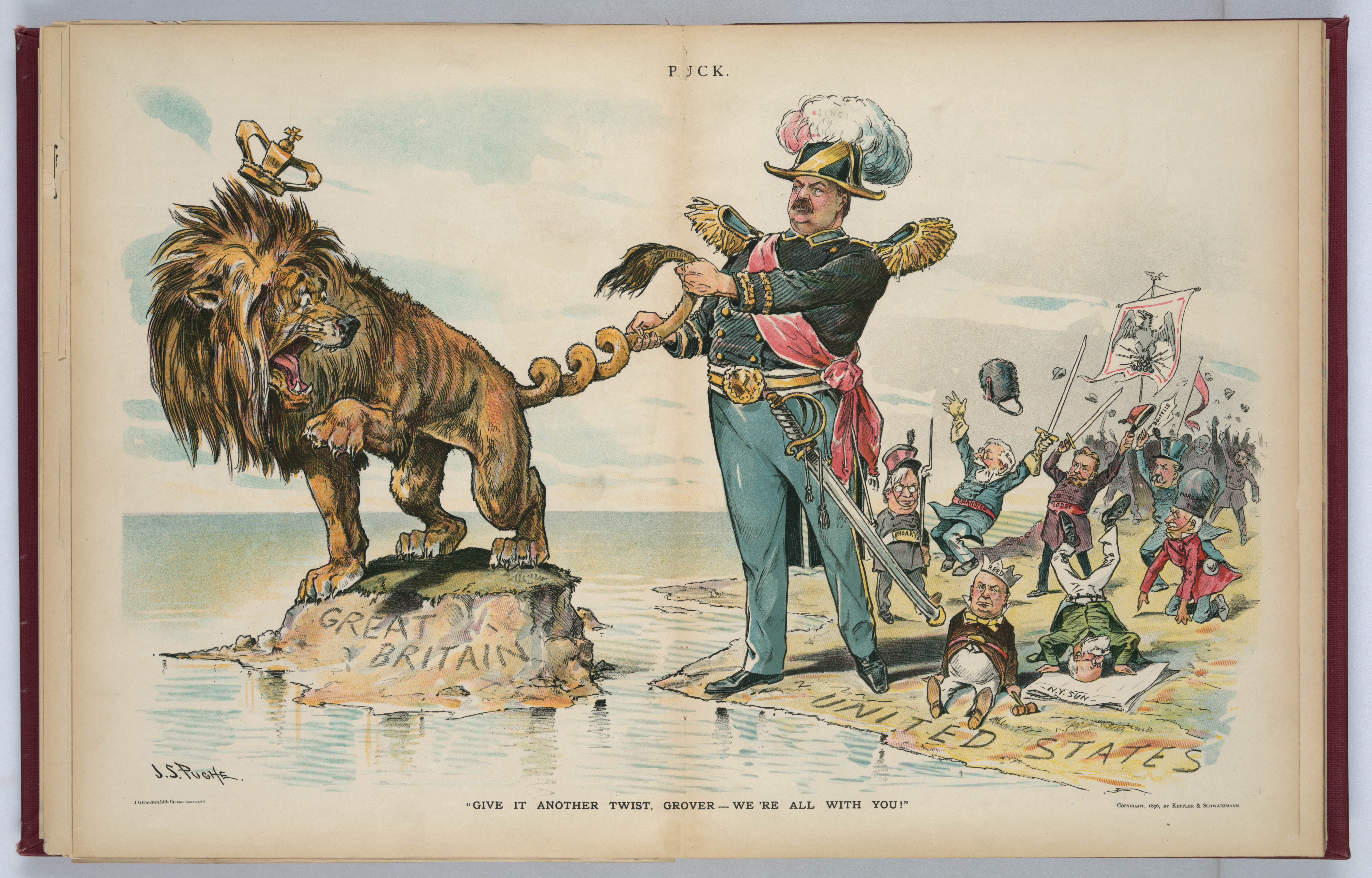
El presidente Grover Cleveland tuerce la cola del león británico; caricatura en Puck de JS Pughe, 1895

El 27 de abril de 1895, la Marina Real Británica ocupó el puerto nicaragüense de Corinto, después de que varios súbditos británicos, incluido el vicecónsul, fueran capturados durante disturbios, poco después de que el antiguo protectorado de la Costa de Mosquitos se hubiera incorporado a Nicaragua. Los británicos exigieron una indemnización de 15.000 libras esterlinas. El Secretario de Estado de los Estados Unidos, Walter Q. Gresham, consideró que las demandas eran duras, pero también que debían cumplirse. Sin embargo, la opinión pública estadounidense estaba indignada por la actividad militar británica en la esfera de influencia estadounidense.
 

En julio de 1895, el nuevo Secretario de Estado, Richard Olney, envió un documento a Londres conocido como "el cañón de veinte pulgadas de Olney" (el borrador tenía 12.000 palabras). La nota repasaba la historia de la disputa anglo-venezolana y de la Doctrina Monroe, e insistía firmemente en la aplicación de la Doctrina al caso, declarando que "hoy Estados Unidos es prácticamente soberano en este continente, y su mandato es ley sobre los temas a los que limita su intervención". El Presidente, el Secretario de Estado y el público estadounidense "habían sido inducidos a creer que Reino Unido estaba equivocado, que los intereses vitales de Estados Unidos estaban en juego y que Estados Unidos debía intervenir". La nota tuvo poco impacto en el gobierno británico, en parte porque Joseph Chamberlain, en la Oficina Colonial, pensó que era posible que la colonia tuviera una importante región aurífera alrededor de la línea Schomburgk y en parte porque los británicos rechazaron la idea de que la Doctrina Monroe tuviera alguna relevancia para la disputa fronteriza.  Una respuesta a la nota de Olney desafió directamente su interpretación de la Doctrina Monroe:
"El Gobierno de los Estados Unidos no tiene derecho a afirmar como proposición universal, con referencia a un número de Estados independientes por cuya conducta no asume ninguna responsabilidad, que sus intereses están necesariamente afectados por lo que pueda suceder a esos Estados, simplemente porque están situados en el hemisferio occidental." 
El 17 de diciembre de 1895, Grover Cleveland pronunció un discurso ante el Congreso de los Estados Unidos reafirmando la Doctrina Monroe y su relevancia para la disputa. El discurso solicitó al Congreso la financiación de una comisión para estudiar los límites entre Venezuela y la Guayana británica, y declaró que era deber de Estados Unidos "resistir por todos los medios a su alcance, como una agresión deliberada a sus derechos e intereses", cualquier intento británico de ejercer jurisdicción sobre territorio que Estados Unidos consideraba venezolano. El discurso se percibió como una amenaza directa de guerra con el Reino Unido si los británicos no cumplían, pero Cleveland no se había comprometido a aceptar el informe de la comisión ni había especificado detalles sobre cómo actuaría esta. A pesar de la beligerancia pública, ni los gobiernos británico ni estadounidense tenían interés alguno en la guerra.
El 18 de diciembre de 1895, el Congreso aprobó 100.000 dólares para la Comisión de los Estados Unidos sobre la Frontera entre Venezuela y la Guayana británica. Esta se constituyó formalmente el 1 de enero de 1896. El historiador George Lincoln Burr, quien contribuyó a la investigación histórica de la comisión, argumentó poco después de que esta concluyera su labor que había hecho una importante contribución al esclarecimiento de cuestiones de hecho histórico en la disputa. El trabajo de la comisión, escribió, ayudó a las partes en la controversia a centrarse en cuestiones de hecho sustentadas por pruebas (en lugar de meras afirmaciones), y para cuando el proceso de arbitraje estaba en marcha, la propia visión de la comisión sobre los hechos históricos fue ampliamente aceptada por las partes, "de modo que su principal cuestión [era] ahora, en esencia, de derecho, no de hecho".

## Arbitraje

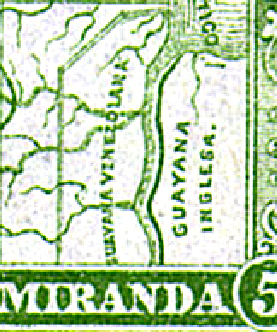
Venezuela justificó su reclamación imprimiendo un sello postal de 1896 con un mapa que mostraba las Guayanas hasta la orilla oriental del río Esequibo como "Guayana Venezolana".

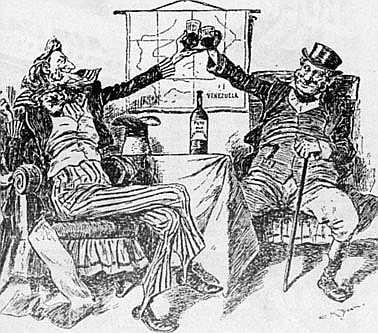
Una caricatura de 1896 de un periódico estadounidense, tras el acuerdo de Reino Unido de recurrir al arbitraje.

En enero de 1896, el gobierno británico decidió reconocer, en efecto, el derecho de Estados Unidos a intervenir en la disputa fronteriza y aceptó el arbitraje en principio, sin insistir en la línea de Schomburgk como base de negociación. Siguieron las negociaciones entre Estados Unidos y Reino Unido sobre los detalles del arbitraje y Reino Unido logró persuadir a Estados Unidos de muchas de sus opiniones, incluso cuando se hizo evidente que el informe final de la Comisión de Límites probablemente sería negativo respecto a las reivindicaciones británicas. Se firmó un acuerdo entre Estados Unidos y el Reino Unido el 12 de noviembre de 1896. La Comisión de Límites de Cleveland suspendió su trabajo en noviembre de 1896, pero aun así elaboró un extenso informe.
El acuerdo preveía un tribunal con dos miembros en representación de Venezuela elegidos por la Corte Suprema de los Estados Unidos, dos miembros elegidos por el gobierno británico y un quinto miembro elegido por esos cuatro, quien lo presidiría. El presidente venezolano, Joaquín Crespo, aludió a un sentimiento de "humillación nacional"  y el tratado se modificó para que el presidente venezolano nominara a un miembro del tribunal. Sin embargo, se entendió que su elección no sería venezolana, y de hecho, nominó al presidente de la Corte Suprema de Estados Unidos. Finalmente, el 2 de febrero de 1897, se firmó el Tratado de Washington entre Venezuela y el Reino Unido, que fue ratificado varios meses después.
Después de que Estados Unidos y Gran Bretaña nominaran a sus árbitros, Gran Bretaña propuso que las partes contendientes acordaran quién sería el quinto árbitro presidente. Hubo demoras en la discusión y, mientras tanto, Martens figuraba entre los juristas internacionales sugeridos por Estados Unidos. Venezuela eligió a Martens de una lista de candidatos presentada por Gran Bretaña. El Panel de Arbitraje quedó integrado por:
1. Melville Weston Fuller (Presidente del Tribunal Supremo de los Estados Unidos)
2. David Josiah Brewer (Miembro de la Corte Suprema de los Estados Unidos)
3. Sir Richard Henn Collins ( Juez de Apelación )
4. Lord Herschell (ex Lord Canciller ), reemplazado tras su muerte por Charles Russell ( Lord Presidente del Tribunal Supremo de Inglaterra y Gales )
5. Fiódor Martens (diplomático de Rusia y jurista)

El abogado principal de Venezuela fue el expresidente estadounidense Benjamin Harrison, asistido por Severo Mallet-Prevost, Benjamin F. Tracy, James R. Soley y José María Rojas. El país había sido representado por James J. Storrow hasta su fallecimiento inesperado el 15 de abril de 1897. Reino Unido estuvo representada por su Fiscal General, Richard Webster, asistido por Robert Reid, George Askwith y Sidney Rowlatt, con Sir Frederick Pollock preparando el esquema original del argumento británico. Las partes tuvieron 8 meses para preparar su caso, otros 4 meses para responder al caso de la otra parte y otros tres meses para el caso final impreso. Los argumentos finales se presentaron en diciembre de 1898, con un total de 23 volúmenes de pruebas y testimonios.
El argumento clave de Reino Unido fue que antes de la independencia de Venezuela, España no había tomado posesión efectiva del territorio en disputa y dijo que los indígenas locales habían tenido alianzas con los holandeses, lo que les dio una esfera de influencia que los británicos adquirieron en 1814. Después de 55 días de audiencias, los árbitros se retiraron durante 6 días. Los árbitros estadounidenses encontraron el argumento británico absurdo ya que los indígenas estadounidenses nunca se habían considerado con soberanía alguna.  Sin embargo, los británicos tenían la ventaja de que Martens quería una decisión unánime, y los británicos amenazaron con ignorar el laudo si no les convenía. También pudieron argumentar una pérdida de equidad ya que bajo los términos del tratado las tierras ocupadas durante 50 años recibirían título, y varias minas de oro británicas se perderían por poco en ese límite si sus tierras se otorgaban a Venezuela. Con el Tratado de Washington, Reino Unido y Venezuela acordaron que el laudo arbitral en París sería una " solución completa, perfecta y final "  (Artículo XIII) a la disputa fronteriza.

## Resultado

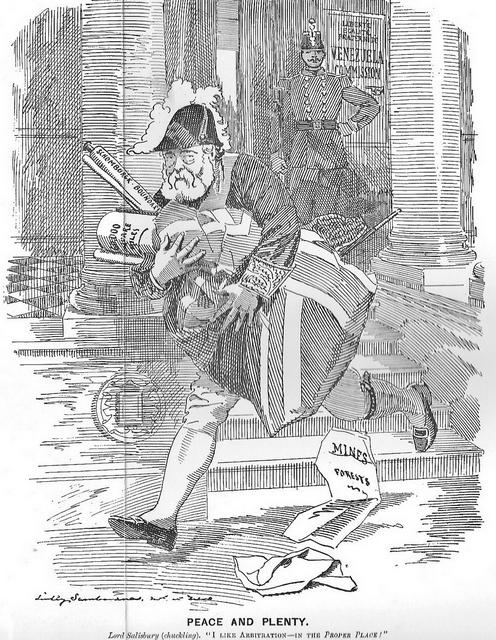
Caricatura de Punch tras la conclusión del Tribunal de Arbitraje. PAZ Y ABUNDANCIA. Robert Gascoyne-Cecil (riendo entre dientes). "¡Me gusta el arbitraje, en el lugar adecuado!".

Con sede en París, el Tribunal de Arbitraje finalizó su decisión el 3 de octubre de 1899. El laudo fue unánime, pero no expuso los motivos de la decisión, limitándose a describir el límite resultante, que le otorgaba a Reino Unido casi el 90 % del territorio en disputa. La Línea Schomburgk se restableció, con pequeñas desviaciones, como frontera entre la Guayana británica y Venezuela. La primera desviación de la línea Schomburgk fue que el territorio de Venezuela incluía Punta Barima en la desembocadura del Río Orinoco, lo que le otorgaba un control indiscutible del río y, por lo tanto, la capacidad de imponer aranceles al comercio venezolano. La segunda desviación fue trazar la frontera en el río Wenamu en lugar del río Cuyuni, lo que le otorgaba a Venezuela un territorio sustancial al este de la línea que Reino Unido se había negado originalmente a incluir en el arbitraje. Sin embargo, Reino Unido recibió la mayor parte del territorio en disputa y todas las minas de oro. 
La reacción al premio fue de sorpresa, siendo una preocupación particular la falta de razonamiento del mismo. Aunque los venezolanos estaban profundamente decepcionados con el resultado, honraron a sus abogados por sus esfuerzos (el secretario de su delegación, Severo Mallet-Prevost, recibió la Orden del Libertador en 1944) y acataron el premio.
La disputa fronteriza anglo-venezolana impuso por primera vez una política exterior estadounidense más abierta, particularmente en el continente americano , lo que consolidó a Estados Unidos como potencia mundial. Este fue el primer ejemplo de intervencionismo moderno bajo la Doctrina Monroe, en el que Estados Unidos ejerció sus pretendidas prerrogativas en el continente americano.

## Secuelas
El Tratado Olney-Pauncefote de 1897 fue una propuesta de tratado entre Estados Unidos y Gran Bretaña en 1897 que habría requerido arbitraje para disputas importantes. El tratado fue rechazado por el Senado estadounidense y nunca entró en vigor. La disputa de 1895 entre Estados Unidos y Gran Bretaña sobre Venezuela se resolvió pacíficamente mediante arbitraje. Ambas naciones comprendieron la conveniencia de un mecanismo para evitar posibles conflictos futuros. En enero de 1897, el secretario de Estado estadounidense, Richard Olney, negoció un tratado de arbitraje con el diplomático británico Julian Pauncefote. El presidente William McKinley apoyó el tratado, al igual que la mayoría de los líderes de opinión, académicos y periódicos importantes. En Reino Unido, fue promovido por el diputado liberal pacifista de Haggerston , Randal Cremer ; mientras que la principal oposición provino de los estadounidenses de origen irlandés, quienes tenían una visión muy negativa de Reino Unido debido a su trato a Irlanda.
Sin embargo, en el Senado de los Estados Unidos, una serie de enmiendas eximió asuntos importantes de cualquier tipo de arbitraje. Cualquier asunto que no quedara exento necesitaría dos tercios del Senado para que el arbitraje pudiera comenzar. Prácticamente no quedó nada de la propuesta original, y en mayo de 1897 el Senado votó 43 a favor y 26 en contra, tres votos menos de lo necesario. El Senado era celoso de su control sobre los tratados y susceptible a una anglofobia profundamente arraigada.
A pesar de su decepción con el laudo del Tribunal de Arbitraje de París, Venezuela lo acató. Sin embargo, medio siglo después, la publicación de un supuesto acuerdo político entre Rusia y Reino Unido llevó a Venezuela a reafirmar sus reclamos. En 1949, el jurista estadounidense Otto Schoenrich entregó al gobierno venezolano el Memorándum de Severo Mallet-Prevost, escrito en 1944 para ser publicado solo después de la muerte de Mallet-Prevost. Eso reabrió los temas, con Mallet-Prevost conjeturando un acuerdo político entre Rusia y Reino Unido a partir del comportamiento privado posterior de los jueces. Mallet-Prevost dijo que Martens había visitado Inglaterra con los dos árbitros británicos en el verano de 1899 y había ofrecido a los dos jueces estadounidenses la opción de aceptar un laudo unánime en los términos finalmente acordados o una opinión mayoritaria de 3-2 aún más favorable a los británicos. La alternativa habría seguido la Línea Schomburgk en su totalidad y cedido la desembocadura del Río Orinoco a los británicos. Mallet-Prevost afirmó que los jueces estadounidenses y el abogado venezolano estaban indignados por la situación y consideraron la opción 3-2 con una opinión minoritaria enérgica, pero finalmente se adhirieron a Martens para evitar privar a Venezuela de un territorio valioso al que tenía derecho.
Como resultado de las reclamaciones de Severo Mallet-Prevost, Venezuela revivió su reclamo sobre el territorio en disputa en 1962. Tras la Crisis de Guyana de 2018, Guyana solicitó a la Corte Internacional de Justicia una declaración de que el Laudo de 1899 es válido y vinculante para Guyana y Venezuela y que el límite establecido por ese Laudo y el Acuerdo de 1905 es válido.